# Charter Oak

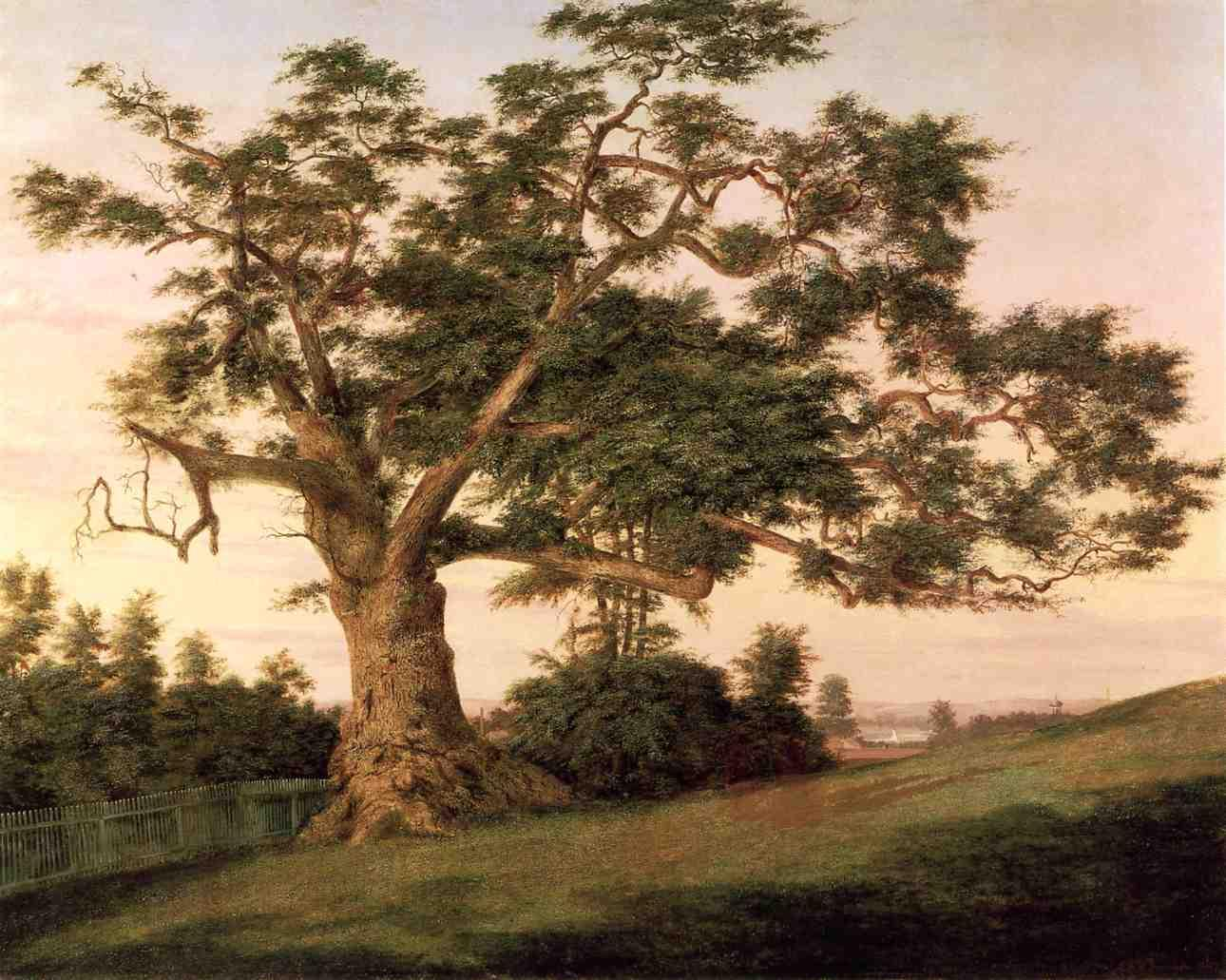
Charles De Wolf Brownell: The Charter Oak, 1857

Die Charter Oak war eine stattliche alte Eiche in der Stadt Hartford, die eine besondere Rolle in der Folklore des amerikanischen Bundesstaats Connecticut spielt. Sie war lange eines der Wahrzeichen Hartfords, bis sie in der Nacht vom 20. auf den 21. August 1855 in einem Sturm fiel.
Der Legende nach versteckten im Jahr 1687 die Siedler Connecticuts im hohlen Stamm dieses Baumes die charter (Charta) ihrer Kolonie, als der neue königliche Gouverneur Edmund Andros versuchte, sie zu beschlagnahmen. Die Charter garantierte als eine Art Verfassung die weitreichende Selbstverwaltung der Colony of Connecticut, und so ist die Charter Oak als „Behüterin der Verfassung“ und Symbol des Freiheitswillens heute eines der offiziellen Embleme des Staates Connecticut; 1947 wurde die Amerikanische Weiß-Eiche (Quercus alba) per Gesetz zum „Staatsbaum“ Connecticuts erklärt.

## Historischer Kontext

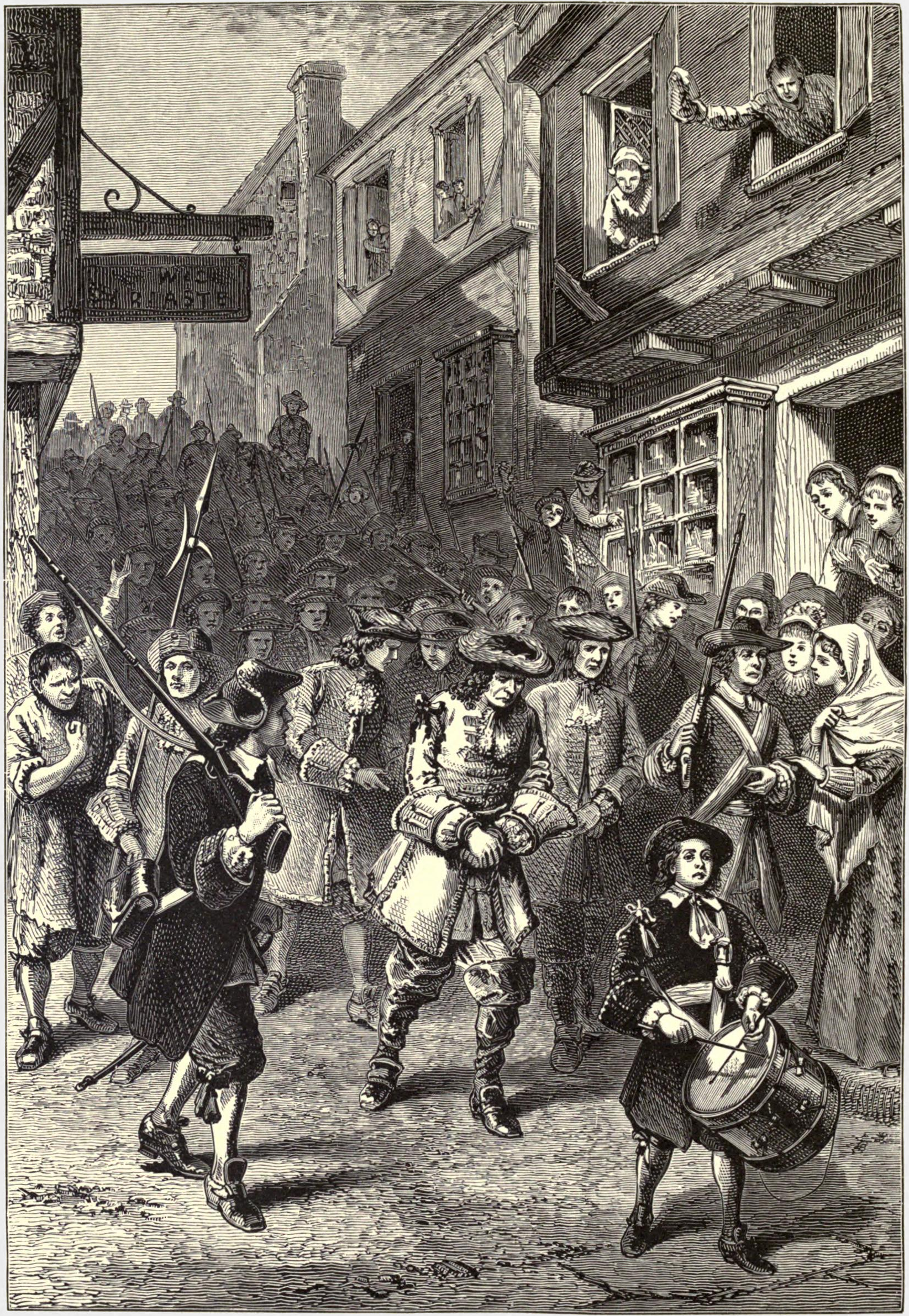
Die Festnahme Andros’ in der Boston Rebellion 1689 in einer Darstellung des 19. Jahrhunderts

Hintergrund der Legende sind die in den 1680er Jahren verstärkten Bestrebungen des englischen Königshauses, die Kolonien in Nordamerika stärker unter seine Kontrolle zu bringen. Insbesondere die Kolonien in Neuengland hatten sich bis dahin weitreichender Autonomie erfreut. Ihre Rechte waren vor allem in den königlichen Charters verankert, die teils seit ihrer Gründung Bestand hatten. Die Charter Connecticuts wurde 1662 vom jungen Charles II. erteilt und stellte seither neben den Fundamental Orders of Connecticut von 1639 eine Art Verfassung der Kolonie dar.
Nachdem Verhandlungen über eine Neuordnung der Machtverhältnisse gescheitert waren, widerrief Charles 1684 zunächst die Charta der Massachusetts Bay Colony. Sein Nachfolger James II. strebte dann ab 1685 eine „Konsolidierung“ aller englischen Kolonien nördlich des Delaware River in einem „Dominion of New England“ unter einem vom König ernannten Gouverneur an. Im September 1686 beschloss das Board of Trade, dem nun zu einer Kronkolonie unter dem Gouverneur Joseph Dudley umgewandelten Massachusetts die benachbarten Kolonien, darunter auch Connecticut, anzugliedern. Mit diesem Auftrag erreichte Edmund Andros, der Nachfolger Dudleys, im Dezember 1686 Boston. Nachdem er dort die Amtsgeschäfte geregelt hatte, ritt er mit seiner Entourage im Oktober 1687 nach Hartford, der Hauptstadt Connecticuts, um auch dort offiziell die Macht zu übernehmen. Dazu schloss er förmlich das Amtsbuch der Kolonie und ließ sich ihr Siegel aushändigen.
In Andros’ offiziellen Dokumenten findet sich indes kein Wort über die Charter oder einen Versuch, sie ihm vorzuenthalten, überhaupt findet sich in englischen Quellen kein Hinweis auf diesen Akt kolonialen Widerstandes; so sich die Episode überhaupt zugetragen hat, scheint Andros ihr keine große Bedeutung zugemessen zu haben – wie ein ungenannter Autor 1909 in den Proceedings of the Society of Colonial Wars mutmaßte, erachtete er das Schauspiel womöglich als kindisch. Dass die amerikanischen Quellen sich ebenfalls darüber ausschweigen, nimmt hingegen kaum wunder, gerade weil das Verstecken der Charter einen Akt der Subversion darstellte, dessen Erfolg von seiner Geheimhaltung abhing.
James II. wurde 1688 im Verlauf der Glorious Revolution gestürzt, sein Statthalter Andros 1689 in einer Revolte der Bürger Bostons gefangen genommen und schließlich abgesetzt; Connecticut wurde als eigenständige Kolonie wiederhergestellt und die Charter von 1662 wieder in Kraft gesetzt.

## Überlieferung

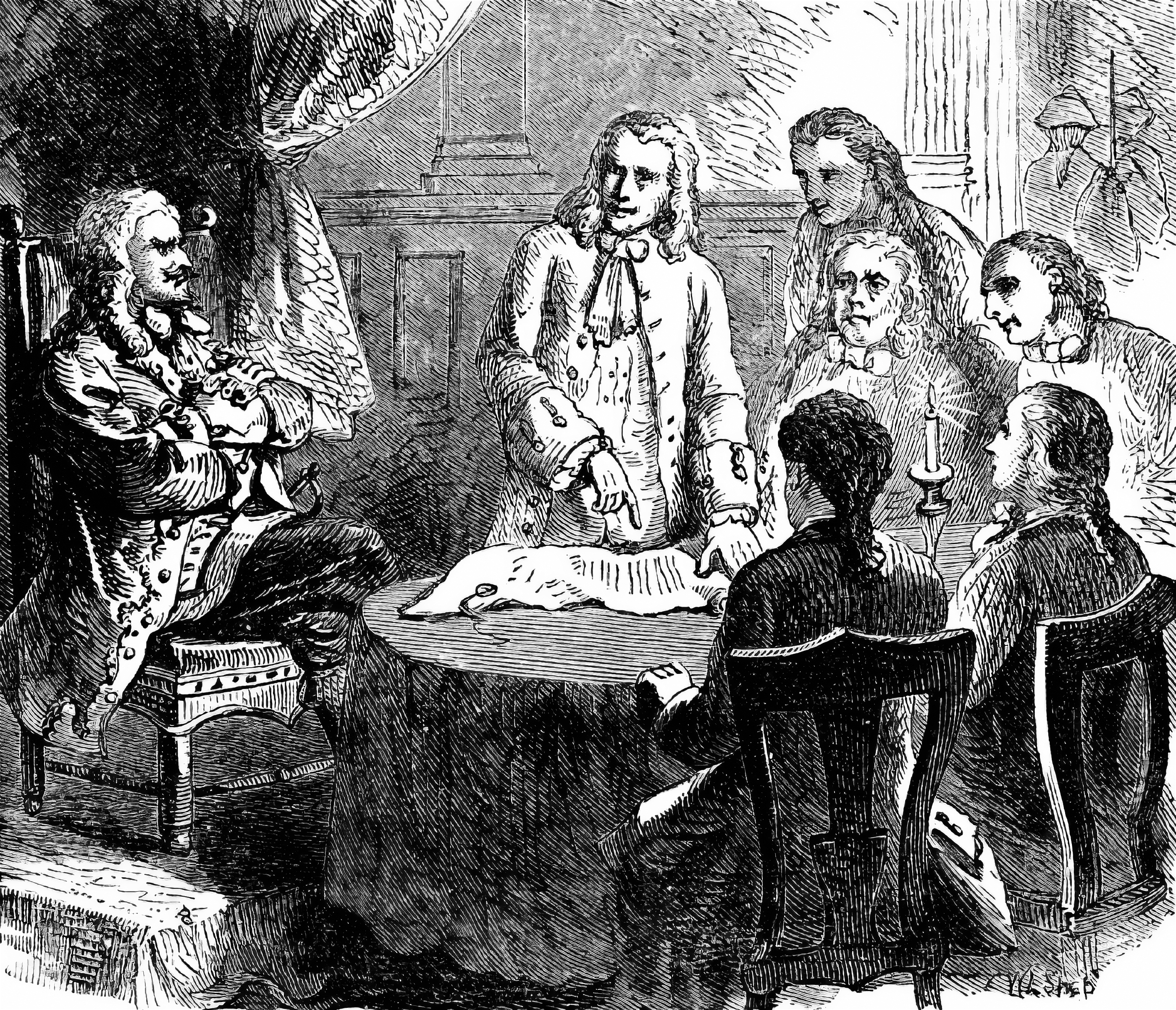
Andros verlangt die Herausgabe der Charter – Schulbuchillustration von 1884

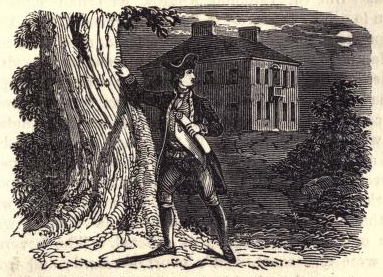
Wadsworth versteckt die Charter – Illustration aus S. G. Goodrichs A Pictorial History of America (1844)

Die hergebrachte Version der Geschehnisse um die Charter Oak, wie sie im 19. und 20. Jahrhundert in zahllosen Schulbüchern nachzulesen war, geht auf Benjamin Trumbulls A Complete History of Connecticut (1797) zurück, einem Werk mit Anspruch auf wissenschaftliche Akkuratesse; Trumbull beruft sich in seiner Darstellung recht unverbindlich auf die „Tradition“. Demnach ritt Andros am 31. Oktober 1687 mit einer fünfzig Mann starken Truppe nach Hartford, erklärte die Auflösung der Regierung der Kolonie, und verlangte die Herausgabe ihrer Charter. Seine Verhandlungen mit der Generalversammlung der Kolonie zogen sich bis in den späten Abend, wobei insbesondere der bisherige Gouverneur Robert Treat seinen Widerwillen gegen den Verzicht auf die Privilegien der Kolonie und die Herausgabe der Dokumente, die sie garantierten, zum Ausdruck brachte. Im Laufe der Debatte fanden sich immer mehr Beobachter ein. Plötzlich erloschen alle Kerzen im Raum, und als sie wieder angezündet wurden, war die Charter, die zuvor auf dem Verhandlungstisch gelegen hatte, spurlos verschwunden; Trumbull berichtet, dass sie in der Zwischenzeit von einem Captain Wadsworth fortgebracht und in einem „großen hohlen Baum“ gegenüber dem Anwesen von Samuel Wyllys, eines Magistrats der Kolonie, versteckt wurde. Obwohl er der Charter nicht habhaft werden konnte, übernahm Andros daraufhin die Macht und schloss das Amtsbuch der Kolonie mit dem Vermerk FINIS.
Die bei Trumbull geschilderte Episode wurde im 19. Jahrhundert so populär, dass sie bald eine zentrale Stellung in der Geschichte Connecticuts einnahm. Entsprechend oft haben Historiker die „Tradition“, auf die sich Trumbull beruft, durch konkretere Nachforschungen zu erhellen versucht, sind dabei aber auf bemerkenswert viele Widersprüche in den Quellen gestoßen. Eine annähernd zeitgenössische Quelle, die darauf hinweist, dass die Charter tatsächlich vor Andros versteckt wurde, ist Gershom Bulkeleys Will and Doom (1692); darin heißt es: „Sie [die Kolonisten] haben die charter bewahren können…sie ist in Hartford, in Sicherheit.“ Die Legende hat also wohl einen historischen Kern, doch bleibt nicht nur ungewiss, wann, wo und von wem die Charter versteckt wurde, sondern auch, welche oder wie viele, denn heute sind zwei Ausführungen der Charter bekannt, die beide zweifelsohne zeitgenössisch, also „echt“ sind, deren Provenienz jedoch recht nebulös ist. Ein Exemplar ist in Besitz der Connecticut Historical Society, ein anderes wird auf einer Art Altar in der Connecticut State Library ausgestellt (dessen Flügel zugleich die Türen des Stahltresors sind, in dem es nachts verschlossen wird). Beide Institutionen reklamieren für sich, das Original zu besitzen.
Einige Verwirrung herrschte zunächst in der Frage, in welchem Baum die Charter versteckt wurde. Der erste schriftliche Hinweis, dass sie überhaupt in einem Baum versteckt wurde, findet sich erst in George Chalmers 1780 in London erschienenen Political Annals of the Present United Colonies; jedoch nennt Chalmers nicht eine Eiche, sondern eine Ulme, in der die Kolonisten einst ihre Charter versteckt hätten und die bis zu diesem Tage als „Behüterin der Verfassung“ und somit als „heilig“ angesehen würde (they now concealed their charter in a venerable elm; which to this day is deemed sacred, as the preserver of their constitution). Diese Ulme nennt auch zwei Jahre später Samuel Peters (der wiederum wohl Chalmers Gewährsmann war) in seiner General History of Connecticut als eine der „Kuriositäten“ Hartfords. Dass es vielmehr eine Eiche war, in der die Charter versteckt wurde, ist erstmals 1789 in Jedidiah Morses American Geography nachzulesen; Morse nennt zudem ------ Wandsworth [sic] als den Vollbringer dieser Tat. 1805 berichtete Abiel Holmes in seinen American Annals (1805), dass die Eiche (Trumbull hatte nur von einem Baum gesprochen), die einst als Versteck diente, auf dem Grundstück der Familie Wyllys stehe und von dieser aufopferungsvoll gehegt würde. Einige ihrer Äste seien nun abgebrochen, doch sei sie nach wie vor dicht belaubt. Ihr Stamm messe 7 Fuß im Durchmesser und 21 Fuß im Umfang. Die Höhlung nahe der Wurzeln, die einst als Versteck für die Charter gedient hatte, sei aber mittlerweile wieder zugewachsen, ganz „als ob sie die göttliche Bestimmung, für die sie sich geöffnet hatte, erfüllt habe.“

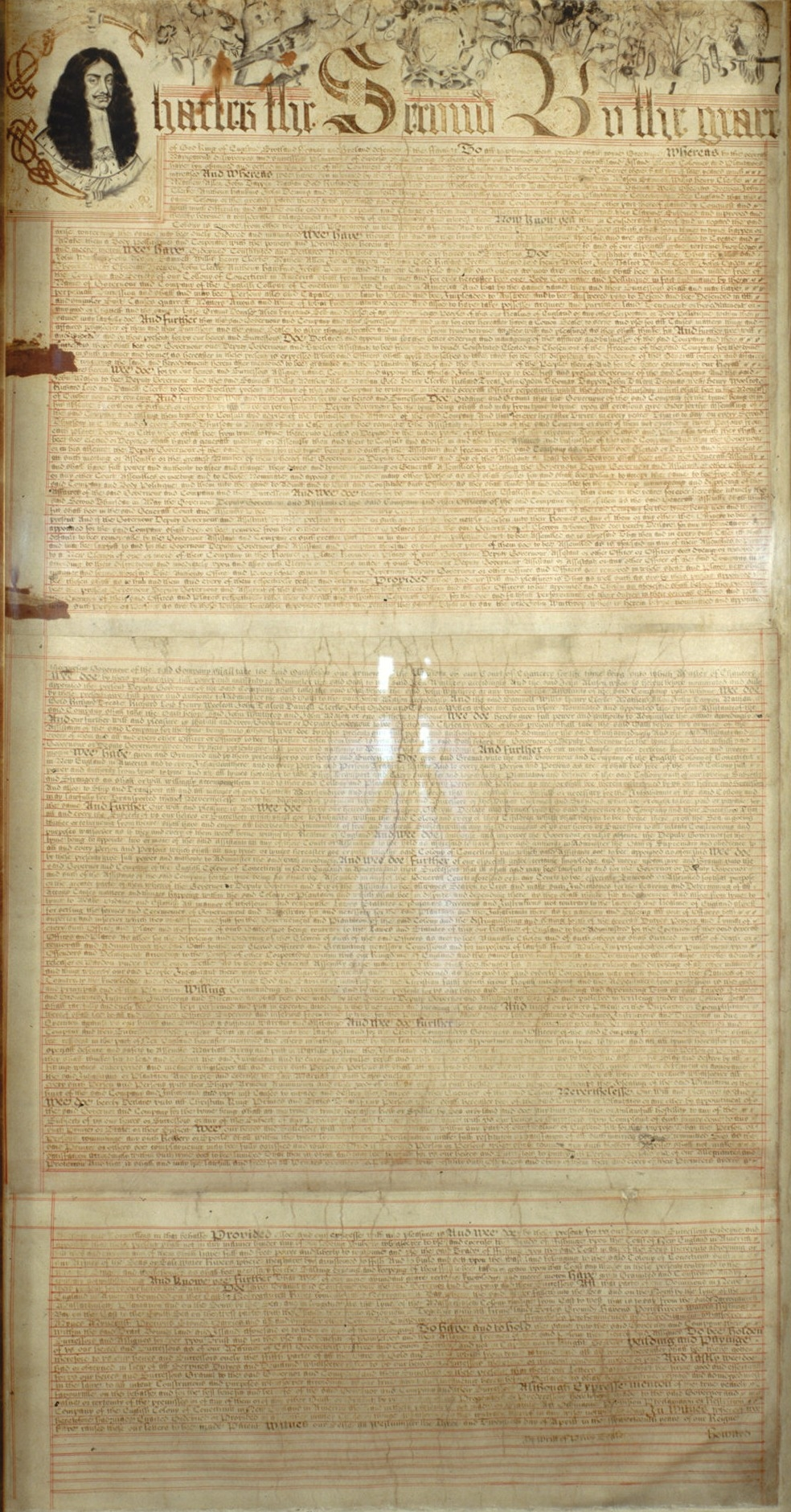
Die königliche Charter von 1662 – hier das Exemplar der Connecticut State Library

Mehr als ein halbes Jahrhundert nach Holmes erkundigte sich John Gorham Palfrey, der Verfasser der History of New England during the Stuart Dynasty (1870), bei den Nachkommen Trumbulls nach dessen Bürgen für die „Tradition“; diese vermuteten, dass er von der Episode vermutlich von George Wyllys, einem Enkel Samuel Wyllys, erfahren habe. Palfrey fand weiter heraus, dass der Rat Connecticuts im Jahr 1715 Joseph Wadsworth eine Entlohnung von 20 shilling zusprach, da er der Kolonie den Dienst erwiesen habe, die Duplicate Charter – also das Duplikat der Charter – in schwierigen Zeiten in Sicherheit zu bringen und es seither sicher zu verwahren.
Dass schon seit 1662 ein Duplikat der Charter existiert hatte, geht aus den offiziellen englischen Dokumenten hervor, in denen die Zahlung der Gebühren für die Ausfertigung sowohl der Charter wie einer Kopie verzeichnet ist. Noch im selben Jahr wurden sie von Gouverneur John Winthrop nach Connecticut gebracht, wo der Erhalt der Charter und des Duplikats in den Akten quittiert wurde. Wenn Wadsworth aber nur das Duplikat versteckte, bleibt die Frage, was mit dem Original geschah. Albert Carlos Bates (von der Connecticut Historical Society) argumentierte um 1900, dass Winthrop 1662 mitnichten beide Exemplare nach Connecticut brachte, sondern vielmehr eines in England zur Verwahrung bei einem gewissen James Porter beließ: Wie Bates nachweisen konnte, wies der Rat Connecticuts 1686 seinen Agenten in London an, diese Kopie an sich zu nehmen, um damit zu Hofe besser für die Rechte der Kolonie streiten zu können. Das Exemplar der Charter, das Wadsworth 1687 versteckte und noch 1715 bewahrte, war nach Bates Theorie also das einzige, das die Kolonie hatte.
In Jeremy Dummers The Defence of the New England Charters (1721) heißt es hingegen, Andros sei nach Hartford geritten und habe die Charter in seine Gewalt gebracht. Palfrey erklärt sich den scheinbaren Widerspruch so, dass Andros die Charter tatsächlich beschlagnahmt habe; das Duplikat mag tatsächlich, wie in der Aktennotiz zu Wadsworths späterer Entlohnung nachzulesen, in Sicherheit gebracht worden sein, doch habe Andros von dessen Existenz nichts gewusst und so überhaupt nicht geahnt, dass etwas nicht mit rechten Dingen zugehe, was wiederum erklären würde, warum in seinen Papieren keine Rede davon ist. Gemäß dieser Theorie befanden sich entgegen Bates’ Vermutung also durchaus beide Exemplare der Charter in Connecticut, von denen jedoch nur eines – das Duplikat – vor Andros versteckt wurde.
Dem widersprechen jedoch wiederum die Erinnerungen des einstigen Gouverneurs Roger Wolcott, der zwar erst 1679 geboren wurde und somit kein unmittelbarer Zeitzeuge war, aber noch einige von ihnen kannte. Gemäß seiner Version, 1759 auf Wunsch Thomas Claps niedergeschrieben, wurden the charters, also mindestens eine, auf den Tisch gelegt, als Andros sich mit der Generalversammlung traf; die Kerzen erloschen, und als sie wieder angezündet waren, waren sie verschwunden (all the candles were snuffed out at once, and when they were lighted the charters were gone). 1764 erzählte Wolcott, nun 85 Jahre alt, die Geschichte gegenüber Ezra Stiles, der sie in seinem Notizbuch festhielt – auch hier ist von zwei Charters die Rede – die beide versteckt wurden, die eine von Nath.[an] Stanley, die andere von Mr. [Joseph] Talcott (der Vater des späteren Gouverneurs Joseph Talcott). In Thomas Ruggles’ History of Guilford (geschrieben 1769, gedruckt 1809) findet sich hingegen die Angabe, Andrew Leete habe dafür gesorgt, dass die Charter in Sicherheit gebracht wurde; in seinem Haus sei sie auch versteckt worden. Mithin erwähnen weder Wolcott noch Ruggles eine Eiche noch Joseph Wadsworth, den mutmaßlichen Retter der Charter, was umso verwunderlicher ist, da die Protokolle der Kolonie 1715 ausdrücklich bestätigen, dass er zu dieser Zeit noch immer in seinem Besitz war. Charles J. Hoadly argumentiert, dass Wadsworth 1687 ebenso wenig ein Amt bekleidete wie der von Trumbull als Magistrat titulierte Samuel Wyllys, bei den Verhandlungen mit Andros gar nicht anwesend sein durfte und wohl nur Handlanger von Stanly oder Talcott. Diese gehörten als deputy respektive assistant dem Rat der Kolonie an, waren also auch im Raum, als die Kerzen erloschen, ergriffen in diesem Moment die Charter (und ihr Duplikat) und übergaben sie Wadsworth, der sie (oder nur ihr Duplikat) davontrug.

## Rezeption

### Kultureller Kontext
In den voluminösen Geschichtswerken der neuenglischen Kolonialzeit (etwa Cotton Mathers Magnalia Christi Americana oder Thomas Princes Chronological History of New England) wird die Charter Oak nicht erwähnt, und auch bei Trumbull nimmt die Episode nur wenig Raum ein. Dass sie erst im 19. Jahrhundert eine so prominente Stellung in der Geschichte Connecticuts einnahm, ist eine Spätfolge der amerikanischen Revolution. In den Jahrzehnten nach der Revolution waren die Historiker und Literaten der Vereinigten Staaten bemüht, Amerika eine eigene Identität zu erschreiben, besonders um sich gegenüber Europa überhaupt erst als Nation (und nicht etwa nur als Wurmfortsatz der englischen Nation und Kultur) darzustellen und zu behaupten. Bis etwa 1800 konzentrierten sie sich auf der Suche nach Verbindendem und Identitätsstiftendem noch auf die Ereignisse der Revolution selbst, die in Werken wie Timothy Dwights The Conquest of Canaan zu mythischer Größe wuchsen – bis 1865 war diese Verklärung der Gründerväter so weit fortgeschritten, dass in der Kuppel des Kapitols zu Washington eine Darstellung der Gottwerdung George Washingtons enthüllt wurde. Wie ihre europäischen Zeitgenossen, die die Ursprünge ihrer Nationen in immer weiter entrückten, mythischen Zeitaltern zu entdecken glaubten (in Deutschland etwa in der Nibelungensage) gingen auch die amerikanischen Historiker im Verlauf des 19. Jahrhunderts auf der Suche nach einer „verwertbaren Vergangenheit“ immer weiter zurück in der Zeit. Dabei entdeckten sie für ihre Zwecke insbesondere die Puritaner Neuenglands; die Passagiere der Mayflower, die mit Plymouth die erste puritanische Siedlung in Neuengland gründeten, wurden erst im 19. Jahrhundert zu „Pilgervätern;“ Bruchstücke des Plymouth Rock, des Felsens, an dem sie erstmals Land betraten, wurden im ganzen Land verteilt und, wie Alexis de Tocqueville 1835 bei seiner Amerikareise beobachtete, wie heilige Reliquien verehrt. Ähnlich erging es der Charter Oak – besonders, nachdem sie im August 1856 in einem Sturm umgestürzt war, fanden Bruchstücke von ihrem Holz oder daraus geschnitzte Artefakte den Weg in viele Winkel des Landes und wurden teils in Museen ausgestellt.
| | |                                                                  |
| Relief der Charter Oak im Tympanon eines Portals an der Ostfassade des Connecticut State Capitol (erbaut 1871–1878) | Briefmarke des Jahrgangs 1935 (nach der Vorlage des Gemäldes von Brownell 1857), herausgegeben anlässlich des 300. Jubiläums der Gründung Connecticuts | Die Charter Oak auf dem State Quarter Connecticuts, geprägt 1999 |

Die Legende der Charter Oak eignete sich aus mehreren Gründen für eine Verwendung in dieser entstehenden nationalen amerikanischen „Mythologie.“ Zum einen ließ sich der Widerstand gegen Andros ab 1686 und der amerikanische Anteil an der Glorious Revolution von 1688–89 leicht zu einem Vorläufer der amerikanischen Revolution von 1763–1783 umdeuten, als Ausdruck eines schon damals vorhandenen, eigentümlich amerikanischen Freiheitswillens. Die Charter Oak bot jedoch nicht nur einen Anknüpfungspunkt zur Vergangenheit, sondern bediente als natürliches Objekt zugleich eine andere Dominante des behaupteten amerikanischen Nationalcharakters: seine Verbundenheit mit der Natur. Gerade im Gegensatz zu Europa, das sich seiner Jahrhunderte alten Städte und Schlösser rühmen konnte, nahm der Topos der unberührten, „jungfräulichen“ Natur Amerikas unter dem Einfluss der Romantik eine besondere Stellung in der amerikanischen Kultur ein (der ironischerweise umso bedeutsamer wurde, je mehr diese Natur von der fortschreitenden Besiedlung und Industrialisierung des Landes zurückgedrängt und verändert wurde).
Nicht zuletzt ist bei der Herausbildung und Verbreitung der Legende auch das Bemühen von Bürgern und Politikern Connecticuts zu beachten, die Bedeutung ihres Bundesstaats in der amerikanischen Geschichte hervorzuheben. Virginia rühmt sich noch heute, die „Mutter der Präsidenten“ zu sein (vier der fünf ersten Präsidenten der USA kamen aus diesem Staat), und Massachusetts, in vielerlei Hinsicht Connecticuts historischer Rivale, brüstet sich mit einer Vielzahl von Ereignissen von nationaler Bedeutung (die Landung der Mayflower, die Boston Tea Party, „Paul Reveres Ritt“ und die Gefechte von Lexington und Concord), allein Connecticut schien es an vergleichbar Ruhmreichem zu mangeln. Lokalpatriotisch gesinnte Politiker und Historiker begannen aber im 19. Jahrhundert, die lange Verfassungstradition Connecticuts rückwirkend zu einer der Hauptquellen der Verfassung der Vereinigten Staaten, mithin zum Keim der amerikanischen Demokratie zu erklären. Dieses Selbstverständnis wirkt bis heute nach: Seit 1959 trägt Connecticut offiziell den Beinamen The Constitution State („Der Verfassungsstaat“). Tatsächlich werden die Fundamental Orders of Connecticut in der Politikwissenschaft heute häufig als die erste Verfassung im modernen Sinne bezeichnet; zudem war Connecticut der einzige Bundesstaat, der sich während der Revolution keine neue Verfassung gab – die Charter von 1662 blieb noch bis 1818 in Kraft. Verkörpert wurde dieses recht abstrakte Verdienst in der Folge vor allem durch die Charter Oak als leibhaftige „Bewahrerin“ der Verfassung.

### Malerei

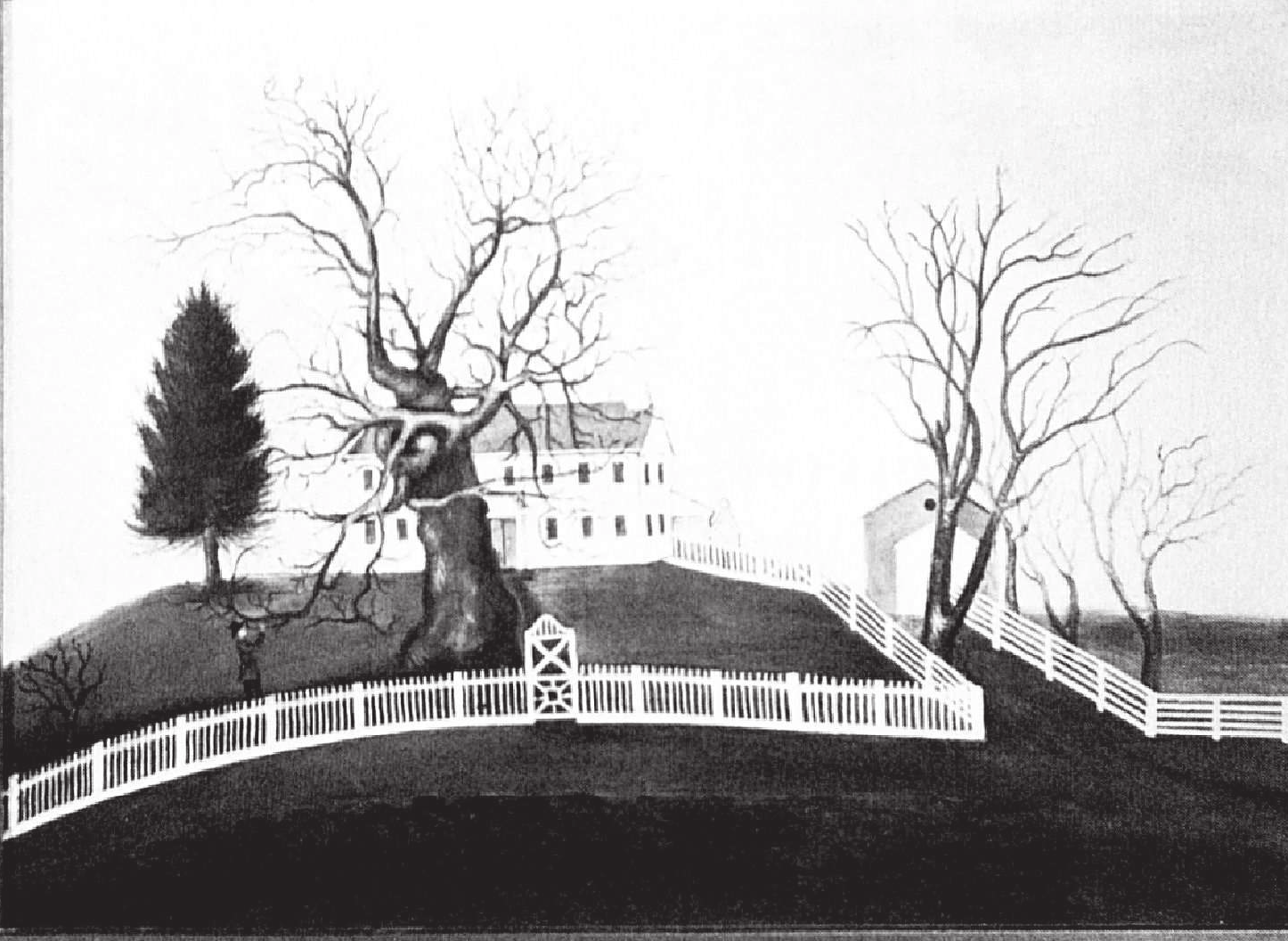
George Francis: The Wyllys Mansion and Charter Oak, 1818

Die Verehrung der Charter Oak scheint ihrem Ursprung in der Familientradition der Wyllys zu haben, auf deren Grundstück der Baum stand, und die noch aus einem anderen Grund eng mit der Geschichte Connecticuts verbunden war. Angehörige der Familie Wyllys hatten zwischen 1712 und 1809 fast ununterbrochen das Amt des Sekretärs erst der Kolonie, dann des Staates Connecticut inne; ihnen oblag unter anderem die Verwaltung der offiziellen Dokumente, bevor diese zentral in einem Staatsarchiv erfasst wurden. Ein Porträt von George Wyllys (1710–1796), um 1790 von Joseph Steward gemalt, zeigt ihn in seiner Bibliothek, auf dem Tisch eines der beiden Exemplare der Charter. Seine Tochter Mary Wyllys Pomeroy ließ sich etwa zur gleichen Zeit von Ralph Earl porträtieren; im Hintergrund sieht man neben dem Haus der Wyllys die Charter Oak, die sicherlich eingedenk der Familientradition in das Bild aufgenommen wurde. Dies ist zugleich die erste bildliche Darstellung des Baumes. Die nächsten beiden datieren auf das Jahr 1818, als der Kutschenmaler George Francis zwei Ansichten der Charter Oak festhielt. Francis malte sie vermutlich im Auftrag von Daniel Wadsworth, dem führenden Förderer der Künste in Hartford (und zugleich Nachkomme Joseph Wadsworths) – Anlass mag die Verabschiedung der neuen, demokratischeren Verfassung Connecticuts in ebendiesem Jahr gewesen sein, der Wadsworth als Föderalist und Mitglied einer der alteingesessenen Patrizierfamilien der Stadt ablehnend gegenübergestanden haben dürfte. In diesem Zusammenhang ist wohl auch ein Detail zu deuten, dass auf beiden Gemälden Francis’ zu sehen ist: ein unscheinbarer Passant, der an einem Ast des Baumes zieht; auch das „gemeine Volk“ forderte nun seinen Anteil an den demokratischen Segnungen, die die Charter Oak versinnbildlichte. Ganz konkret ist es zugleich ein frühes Indiz dafür, dass die „Reliquiensammlerei“ zu dieser Zeit bereits in vollem Schwange war. In dem Maße, wie die Legende populärer wurde, wurde sie selbst zu einem touristischen Anziehungspunkt. Jeder Zweig, jedes Blatt und jede Eichel, die von ihren Ästen zu Boden fiel, wurde bald von Besuchern aufgegriffen und als Souvenir mitgenommen.
Später wurde die Charter Oak ein beliebtes Motiv in der amerikanischen Landschaftsmalerei des 19. Jahrhunderts und wurde sowohl von Thomas Cole als auch von seinem Schüler Frederic Edwin Church, zwei herausragenden Vertretern der so genannten Hudson River School, gemalt.
| |  |  |
| Die Charter Oak auf einer Zeichnung und zwei Gemälden von Frederic Edwin Church, entstanden 1846–1847. |  |  |

Neben diesen verbürgten Darstellungen der Charter Oak wird angenommen, dass Church sie in eines seiner wenigen Historiengemälde einfügte, nämlich Hooker and Company Journeying through the Wilderness from Plymouth to Hartford (1846), das die Gründung der Kolonie Connecticut durch Thomas Hooker im Jahre 1636 darstellt. Die Eiche erscheint so auch hier als Symbol der Beständigkeit – als lebender Zeuge der historischen Entwicklung Connecticuts durch die Jahrhunderte. Das heute wohl bekannteste Gemälde der Charter Oak entstand kurz nach ihrem Fall. Charles De Wolf Brownell hatte zwar lange Jahre im Haus genau gegenüber dem Baum gelebt, war in dieser Zeit jedoch offenbar noch nicht auf den Gedanken gekommen, ihn auch zu malen. Die erste Ausführung seines Bildes hängt heute über dem „Altar“ der Charter in der Connecticut State Library, gefasst in einem Rahmen, der aus dem Holz der Charter Oak geschnitzt wurde und mit Eichenlaub-Ornamenten verziert ist. Es diente auch als Vorlage für eine Briefmarke der amerikanischen Bundespost des Jahrgangs 1935, die an das dreihundertjährige Jubiläums der Gründung Connecticuts erinnert.

### Artefakte aus dem Holz der Charter Oak
1827 starb die Familie Wyllys im Mannesstamm aus; der Erbe Stephen Bulkeley ließ darauf um 1830 das fast 200 Jahre alte Familienanwesen abreißen und errichtet an derselben Stelle Neubauten im Federal Style. 1841 fiel das Grundstück an Isaac W. Stuart, der 1834 Bulkeleys Tochter Caroline geheiratet hatte. Stuart, den Zeitgenossen als Exzentriker vom Typ „zerstreuter Professor“ beschreiben, war in den folgenden Jahrzehnten die treibende Kraft bei der Popularisierung und Vermarktung der Legende um die Charter Oak. Seine Bemühungen nahmen in dem Maße zu, wie sich abzeichnete, dass auch die Charter Oak bald der Vergangenheit angehören würde. 1830 wurde die Eiche in einem Sturm schwer geschädigt, einige Hauptäste begannen abzusterben. 1853 geriet sie in Brand, nachdem spielende Kinder Knallfrösche in ihrem hohlen Stamm gezündet hatten, und bald darauf zeigten sich breite Risse im verbleibenden hohlen Stamm.
Stuart begann 1855, eine Geschichte der Charter Oak zu schreiben. Auch beauftragte er den Hartforder Landschaftsmaler und Fotografen Nelson Augustus Moore, die Charter Oak zu fotografieren. Diese im Kollodium-Nassverfahren hergestellte Aufnahme ist die einzige Fotografie, die die noch aufrechte Charter Oak zeigt; sie galt lange als verschollen. Als sie nach einigen Jahrzehnten wiederentdeckt wurde, meinten nicht wenige Leserbriefschreiber, in ihrem Geäst das Konterfei George Washingtons ausmachen zu können – ein natürliches „Wunder,“ das die nationale Bedeutung dieses Baumes noch zu unterstreichen schien. In der Nacht vom 20. auf den 21. August fiel die Charter Oak schließlich in einem Sturm. Am nächsten Morgen hatte sich eine große Menge Schaulustiger eingefunden, die Honoratioren der Stadt kondolierten Stuart in aller Form; in seinem Auftrag hielt Moore das Treiben fotografisch fest; von diesem Tag sind insgesamt vier Aufnahmen erhalten. Am Abend erklangen eine Stunde lang die Kirchenglocken Hartfords zum Trauergeläut.
|                                                                           | |                                                                                                   |
| Die einzige bekannte Fotografie der noch aufrechten Charter Oak (um 1850) | Bei ihrer Veröffentlichung vermeinten nicht wenige Beobachter, im Geäst das Profil George Washingtons (hier graphisch hervorgehoben) ausmachen zu können. | Die Charter Oak am Morgen nach ihrem Fall, 21. August 1856 (Fotografie von Nelson Augustus Moore) |

Die Geschichte der Charter Oak ist untrennbar nicht nur mit Stuart, sondern auch mit dem Waffenfabrikanten Samuel Colt verbunden. Colt war mit der Erfindung des Revolvers reich geworden und machte Hartford zum Zentrum seines industriellen Imperiums. Ab 1854 ließ er hier in den South Meadows von Hartford, ganz in der Nähe der Charter Oak, seine Musterfabrik (Colt Armory) errichten, in deren Organisation und Architektur er seine Vision der industriellen Zukunft der USA verwirklichen wollte. Zur selben Zeit lernte er Stuart kennen, den er in den nächsten Jahren mehr als einmal aus finanziellen Schwierigkeiten rettete. Im Gegenzug verwendete Stuart seine antiquarischen Energien nun darauf, die Legende der Charter Oak eng mit der Person, der Familie und dem Unternehmen Colt zu verflechten. Für das neue Fabrikgelände und die angrenzenden Arbeitersiedlungen erdachte er eine Vielzahl von Straßen- und Ortsnamen nach einer ausgeklügelten symbolischen Struktur; die zentrale Achse durch den Colt-Complex taufte er Charter Oak Avenue. Als Mittelpunkt des Fabrikgeländes wurde 1855 die Charter Oak Hall eingeweiht, ein vierstöckiges Gebäude, in dessen Hauptsaal alle seine Arbeiter mit ihren Familien (insgesamt rund tausend Menschen) Platz haben sollten. Die Halle war konzipiert als „Tempel“ der Technik und der Künste zugleich, erbaut, um – in Stuarts Worten – die „intellektuelle und ästhetische Kultur der Mechanik zu fördern“ (for advancing the intellectual and aesthetic culture of mechanics).
Um Souvenirjäger abzuhalten, ließ Stuart bald einen hohen Zaun um die Charter Oak ziehen und überwachte persönlich die Zersägung, den Abtransport und später die Vermarktung des Holzes. Auf die vielen Nachfragen reagierend, die ihn aus dem gesamten Land erreichten, ließ er dünnere Zweige und andere schwer zu bearbeitende Reststücke in handlichen Portionen unbearbeitet verkaufen – ein zeitgenössischer Zeitungsartikel schätzt, dass auf diesem Weg an die 10.000 Fragmente in die gesamte USA verschickt wurden. Teils wurden diese als geschichtlich bedeutsame Objekte in Museen ausgestellt. Einen großen Teil ließ er – teils nach seinen eigenen Entwürfen – vom Kunstschreiner John H. Most zu Möbeln und einer Vielzahl von anderen Artefakten verarbeiten – zu Klavieren, Kruzifixen, Buchdeckeln (insbesondere für Familienbibeln), Schachfiguren, gedrechselten Kelchen, Bilderrahmen und Damenschmuck (Broschen, Ohrringe). Der Kunstkritiker Robert F. Trent urteilte 1984, dass man selbst bei Berücksichtigung des viktorianischen Zeitgeschmacks die meisten dieser Erzeugnisse nur als Kitsch bezeichnen könne. Zu den prächtigsten Einzelstücken zählen einige prächtig verzierte Sessel. Einer davon steht noch heute in der Senatskammer Connecticuts und ist dort als The Wishing Chair („Wunschstuhl“) bekannt, weil einem jedem, der darauf Platz zu nehmen geruht, Ambitionen auf das Amt des Gouverneurs nachgesagt werden.
Das wohl seltsamste Objekt, das aus der Charter Oak geschnitzt wurde, ist indes die von Most nach Stuarts Vorgabe geschnitzte Wiege für Colts 1857 geborenen Sohn Sammy; noch 1998 sah sich der Kunstkritiker des American Quarterly bei einer Ausstellung von Coltiana außerstande zu verstehen, wie eine Kultur eine derartige Scheußlichkeit hervorbringen konnte. Die Wiege besteht aus zwei reich mit Eichenlaubornamenten verzierten Säulen, auf denen jeweils ein Fohlen (englisch colt) thront; die eigentliche Wiege hat die Form eines Kanus (anspielend auf Colts berühmten Ausspruch, er habe stets „sein eigenes Kanu gepaddelt“) und wird vom Colt-Familienwappen geziert. Am Tag der Geburt von Colt Jr. veröffentlichte Stuart zudem einen Brief, in dem er dem Neugeborenen in kindlicher Sprache zugleich die Geschichte der Charter Oak und die Karriere seines Vaters erläuterte. Diese allzu vulgäre Zurschaustellung der Eitelkeit und Geltungssucht Colts, sekundiert von Stuarts peinlicher Servilität, führte zu einigem Spott in der konservativen Presse. Colts Versuch sich mithilfe der Charter Oak des Ruchs zu befreien, ein Emporkömmling zu sein, scheiterte in diesem Falle spektakulär, doch ließ er sich nicht beirren. So kaufte er Stuart große Tranchen des verbliebenen Holzes ab und ließ daraus Knäufe für hochpreisige Charter-Oak-Sondereditionen seiner Revolver fertigen. Diese wurden mit Unterbrechungen bis 1905 gefertigt, als Colts Witwe die drei verbleibenden Blöcke Rohholz dem Wadsworth Atheneum vermachte, einem der führenden Kunstmuseen der USA, wo sie bis heute ausgestellt werden.

### Denkmäler

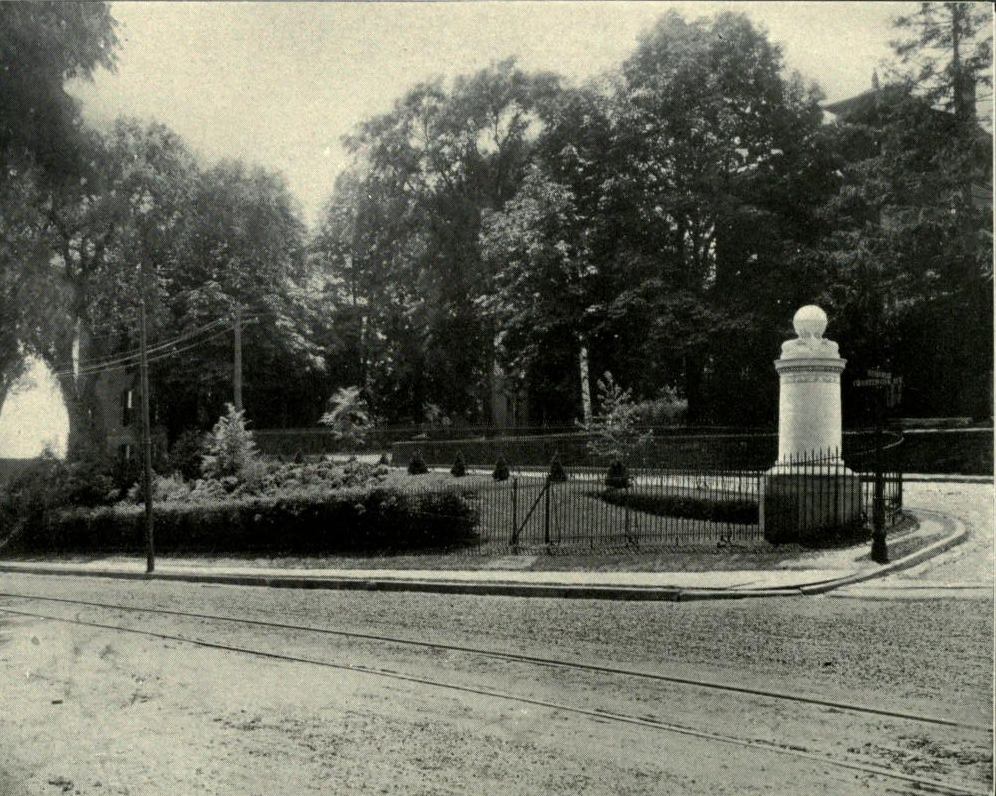
Das Charter Oak Memorial kurz nach seiner Einweihung 1907

Der „Kult“ um die Charter Oak überschritt in den Jahren nach dem Bürgerkrieg jedoch bald ihren Höhepunkt. 1896 beschloss die Society of Colonial Wars in Connecticut immerhin noch, der Charter Oak ein Denkmal zu errichten. Der ursprüngliche Standort war bereits bebaut, doch schenkte eine vermögende Witwe dem Verein ein Stück Land in der unmittelbaren Nähe – ein stark abschüssiges, keilförmiges Grundstück im spitzen Winkel einer Straßenkreuzung (zwischen Charter Oak Avenue und Charter Oak Place). Am Scheitelpunkt dieser Spitzkehre steht das eigentliche Denkmal, entworfen vom New Yorker Architekten Charles A. Platt und nach langen Verzögerungen erst 1907 eingeweiht. Es besteht aus einer niedrigen, aber wuchtigen Steinsäule, der eine Gedenkinschrift angebracht ist. Kurz unterhalb des Eierstabs windet sich ein steinerner Eichenlaubkranz um den Schaft. Auf der Spitze der Säule ruht ein Globus, der aus unerfindlichen Gründen nicht von Eichenlaub, sondern von Muscheln und Walen umkränzt wird. Gleich hinter der Säule wurde eine neue Eiche gepflanzt.
Überhaupt wurden in Connecticut nach dem Sturz der Charter Oak sehr viele Eichen gepflanzt, insbesondere im Jahre 1902, als der Staat Connecticut eine verfassungsgebende Versammlung einberief. Zwar scheiterte ihr Verfassungsentwurf später in einer Volksabstimmung, doch erhielt jeder der 168 Delegierten einen Eichensetzling, um ihn in seiner jeweiligen Heimatgemeinde einzupflanzen. Die meisten dieser nunmehr ausgewachsenen Eichen stehen noch heute, doch sind sie allesamt Exemplare der Sumpf-Eiche (Quercus palustris), wohingegen die Charter Oak eine Amerikanische Weiß-Eiche (Quercus alba) war. Ein wahrscheinlich echter Nachfahre der Charter Oak wurde 1871 im Bushnell Park in Hartford gepflanzt; auch dieses Exemplar hat einen eigenen Gedenkstein. Nach dem Sturz der Charter Oak wurden Nachkommen aus Eicheln gezogen, die unter ihr gesammelt wurden. Direkte Nachkommen der Charter Oak in nun dritter Generation wurden bis 2003 in der Connecticut State Nursery, der staatseigenen Baumschule, kultiviert. Auf Anfrage teilte der Staat Connecticut 2005 hin mit, dass diese nun von einem Privatunternehmen übernommen worden seien; derzeit seien jedoch keine Charter-Oak-Setzlinge lieferbar.